# Araxa
Koordinaten: 36° 45′ N, 29° 22′ O
Araxa (altgriechisch:  Ἄραξα) war eine antike Stadt in der kleinasiatischen Landschaft Lykien westlich des heutigen Dorfes Ören, Landkreis Seydikemer, Provinz Muğla in der Türkei. Sie lag im Norden des Xanthos-Tales.

## Name
Der Name Araxa bedeutet „Schrein mit einem Altar“ in der luwischen und karischen Sprache. In lykischen Inschriften wird die Stadt auch als Araththi erwähnt. Die heutige türkische Schreibweise ist Araksa.

## Lage
Araxa lag am Westufer des Kara Çay (antiker Name unbekannt), einem wasserreichen Nebenfluss kurz vor dessen Mündung in den Xanthos. Die Siedlung gruppierte sich um eine Akropolis, die sich auf dem größten Hügel der Stadt befand. Die Nekropole lag ungefähr einen Kilometer außerhalb im Südwesten. Das Territorium der Stadt erstreckte sich flussaufwärts des Kara Çays bis zu dem heutigen Dorf Dereköy, wo eine antike Siedlung (Name unbekannt) lag, die zu Araxa gehörte.
Araxa war der Schnittpunkt vier bedeutsamer lykischer Straßen. Von Araxa aus führte eine wichtige Straße auf der linken Seite des Xanthos-Tals entlang nach Süden über Xanthos (altgriechisch: Ξάνθος) nach Patara (altgriechisch: Πάταρα). Die Streckenführung dieser Straße von Araxa aus weiter nach Norden ist unsicher, aber eine Verbindung nach Bubon (altgriechisch: Βουβών) war vorhanden, da Bubon später dem Lykischen Bündnis angehörte.
Nach Osten lief eine Straße den Xanthos entlang über den Karabel-Pass nach Oinoanda (altgriechisch: Οἰνόανδα). In Richtung Westen führte die Straße nach Kadyanda (altgriechisch: Καδύανδα). Die heutige Straße von Ören nach Üzümlü folgt dem historischen Straßenverlauf.

## Geschichte
Über die Geschichte der Stadt ist wenig bekannt. Eine lykische Legende aus der Stadt Sidyma besagt, dass Leto Apollo und Artemis in Araxa gebar.
Da Araxa Mitglied im Lykischen Bund war, wird ein Vorhandensein der Stadt seit dem frühen 3. Jahrhundert angenommen, ein Gründungsdatum ist nicht bekannt. Im 1. Jahrhundert vor Christus erwähnt der griechische Gelehrte Alexander Polyhistor Araxa im zweiten Buch seiner „Lyciaca“ als eine Stadt im antiken Lykien.
Hinweise auf die Geschichte der Stadt gibt eine Inschrift zu Ehren des Bürgers Orthagoras aus dem 2. Jahrhundert vor Christus, die 1946 in den Ruinen der Akropolis (liegt heute in Ören) gefunden wurde. Sie ist das einzige lokale Zeugnis von Araxa und berichtet von einem gewalttätigen Konflikt mit der Stadt Bubon (altgriechisch: Βουβών) und etwas später von Feindseligkeiten mit der Stadt Kibyra (altgriechisch: Κίβυρα). In beiden Fällen wurde Araxa vom Lykischen Bund unterstützt, was beweist, dass es ein vollwertiges Mitglied des Bündnisses war. Nach dem Konflikt mit Kibyra setzte sich Araxa 84 vor Christus für die Aufnahme von Oinoanda (altgriechisch: Οἰνόανδα) in den Lykischen Bund ein. Des Weiteren war Araxa noch am Krieg des Lykischen Bundes gegen Termessos beteiligt.
Im Rahmen der römischen Eroberungen unter Kaiser Claudius in Kleinasien ging der Lykische Bund in der kaiserlichen Provinz Lycia auf.
Wann Araxa von ihren Bewohnern aufgegeben wurde, ist nicht bekannt. Es wird ein Verlassen der Stadt im Zuge der Arabereinfälle des 9. Jahrhunderts vermutet.

## Bischofssitz
Im byzantinischen Reich war Araxa Sitz eines Bischofs, dessen Oberhaupt der Metropolit von Myra, dem Hauptsitz der Diözese, war. Vom Rang her stand der Bischof von Araxa an vierter Stelle in der Diözese. Auf den Teilnehmerlisten von vier Konzilen lassen sich Bischöfe aus Araxa finden: Im Jahr 381 reiste Bischof Theotimus zum Ersten Konzil von Konstantinopel; Bischof Leontius war Teilnehmer am Konzil von Chalcedon im Jahr 451; Bischof Theodorus fuhr zur Trullanischen Synode 691/692 nach Konstantinopel und Bischof Stephanus besuchte das Zweite Konzil von Nicäa im Jahr 787. Für das nächste Treffen, das Vierte Konzil von Konstantinopel 879 ist kein Bischof mehr aus Araxa bekannt.
Heute ist Araxa seit 1933 ein Titularbistum der Katholischen Kirche. Der Titel wurde seit dem Tod des letzten Würdenträgers Philip Joseph Furlong am 13. April 1989 nicht mehr vergeben.

## Bauten
Von Araxa sind kaum Bauwerke vorhanden. Auf der Südostseite des Akropolishügels befinden sich Reste der Burg. Sie bestehen aus einem circa drei Quadratmeter großen Mauerrest im Stil der Zyklopentechnik und Resten eines massiven Turmfundaments von neun Metern Breite.
Im Dorf Ören findet man noch eine circa neun Meter lange und drei Meter hohe Mauer, ebenfalls als Zyklopenmauerwerk ausgeführt.
Ungefähr ein Kilometer im Südwesten außerhalb der Siedlung liegen ungefähr ein Dutzend Felsengräber am Fuße eines Hügels. Die meisten davon sind im lykischen Stil gehauen, weisen aber keine Inschriften auf. Ein Grab jüngeren Datums hat zwei Anten und ist mit Rosetten, kleinen Kapitellen und einem Architrav mit Verzierungen ausgestattet. In der Nähe des Kara Çays wurden mehrere giebelförmige Sarkophagdeckel gefunden, die zugehörigen Sarkophage fehlen bis jetzt.

## Bildergalerie

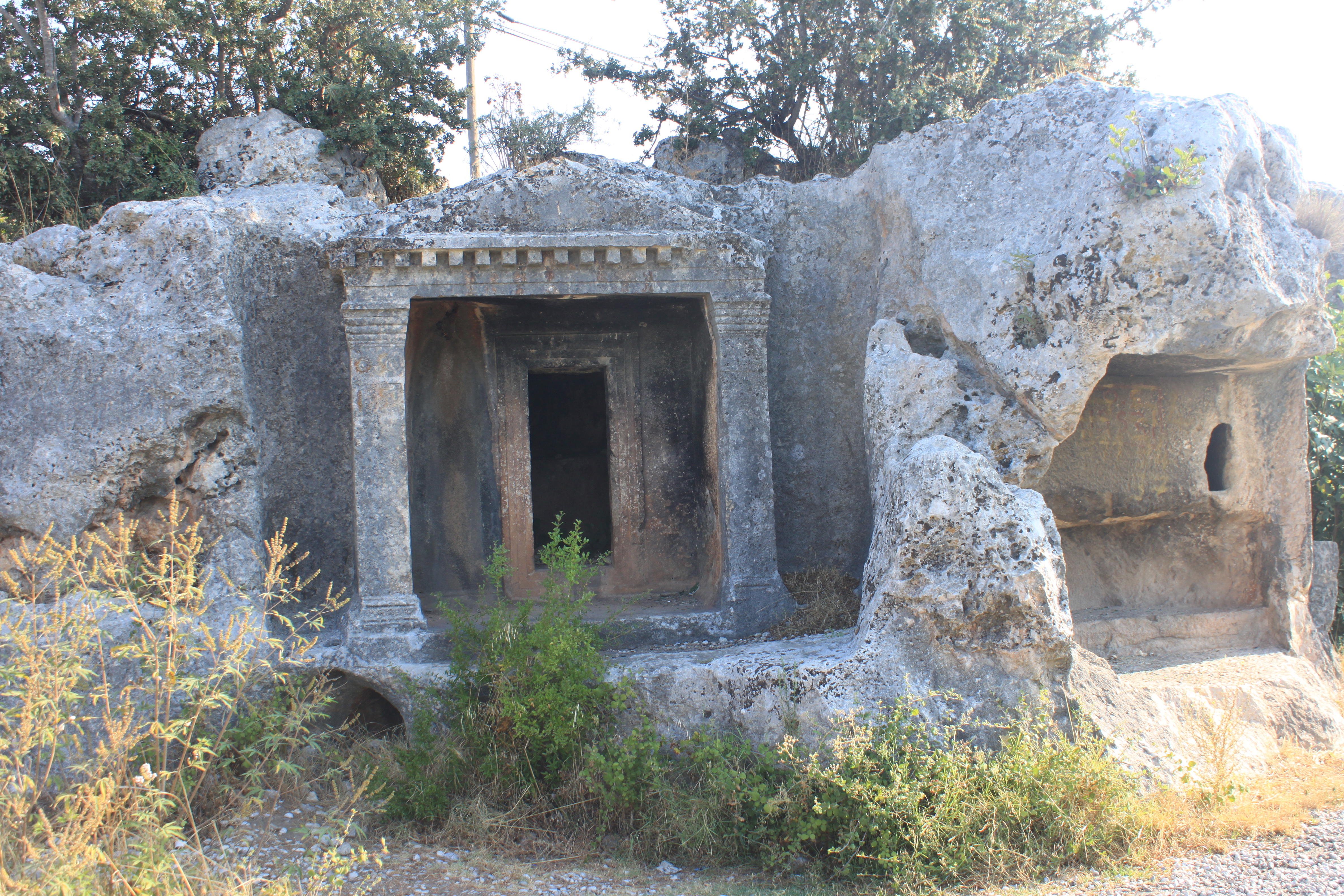
Lykisches Felsengrab, wie unter „Bauten“ beschrieben.
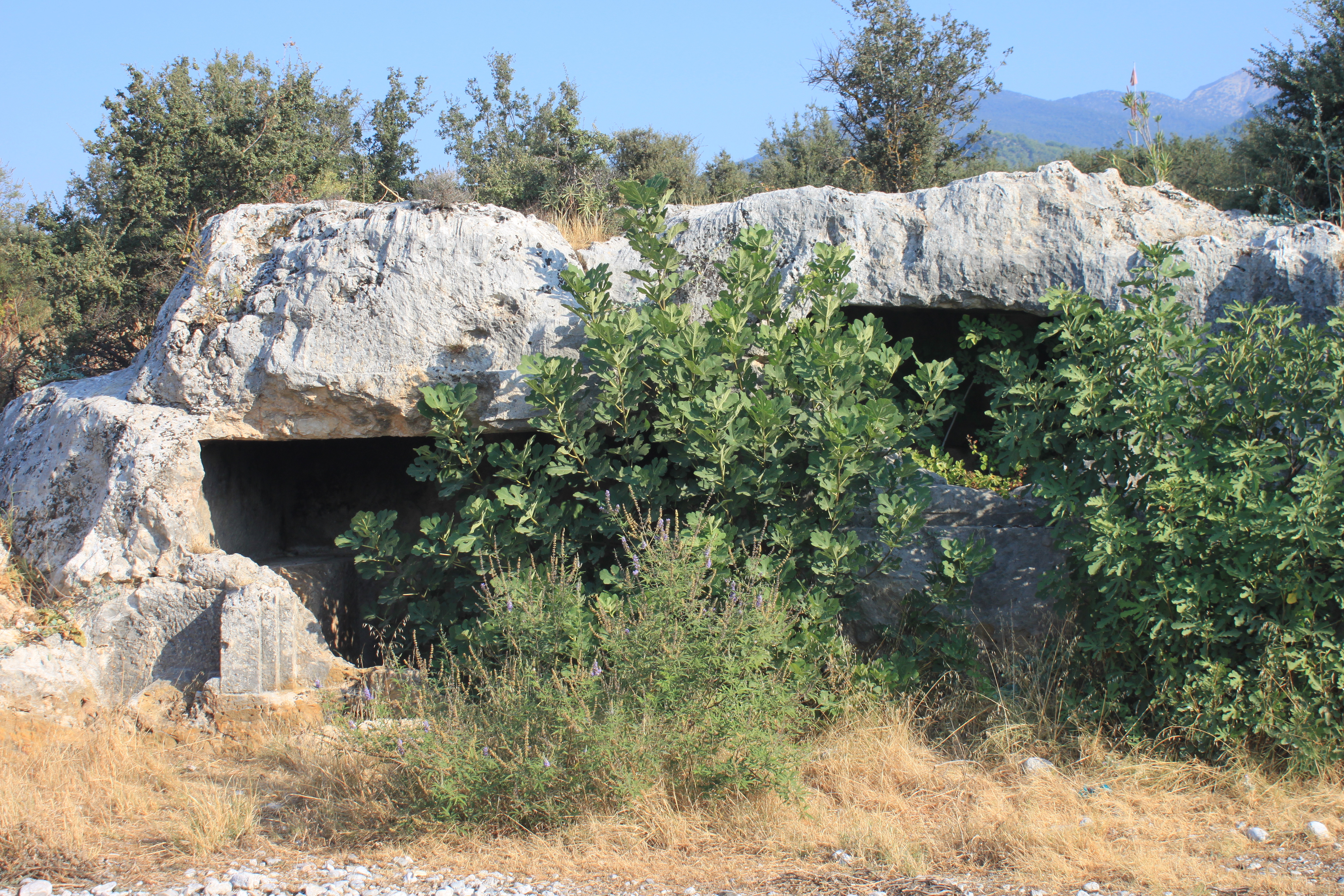
Lykische Felsengräber bei Araxa, teilweise zerstört.
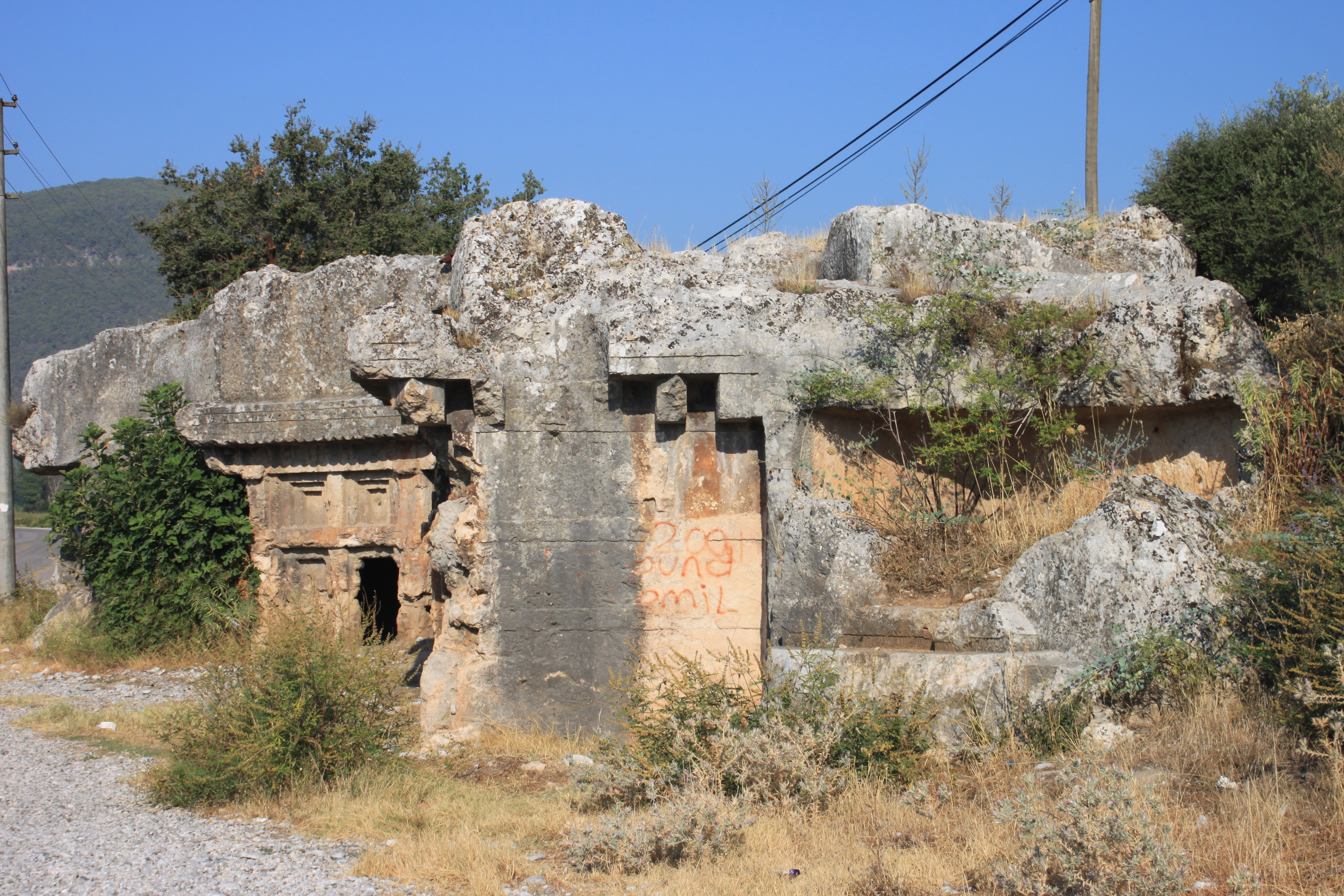
Lykisches Felsengrab direkt an der Straße von Ören nach Ortaköy.
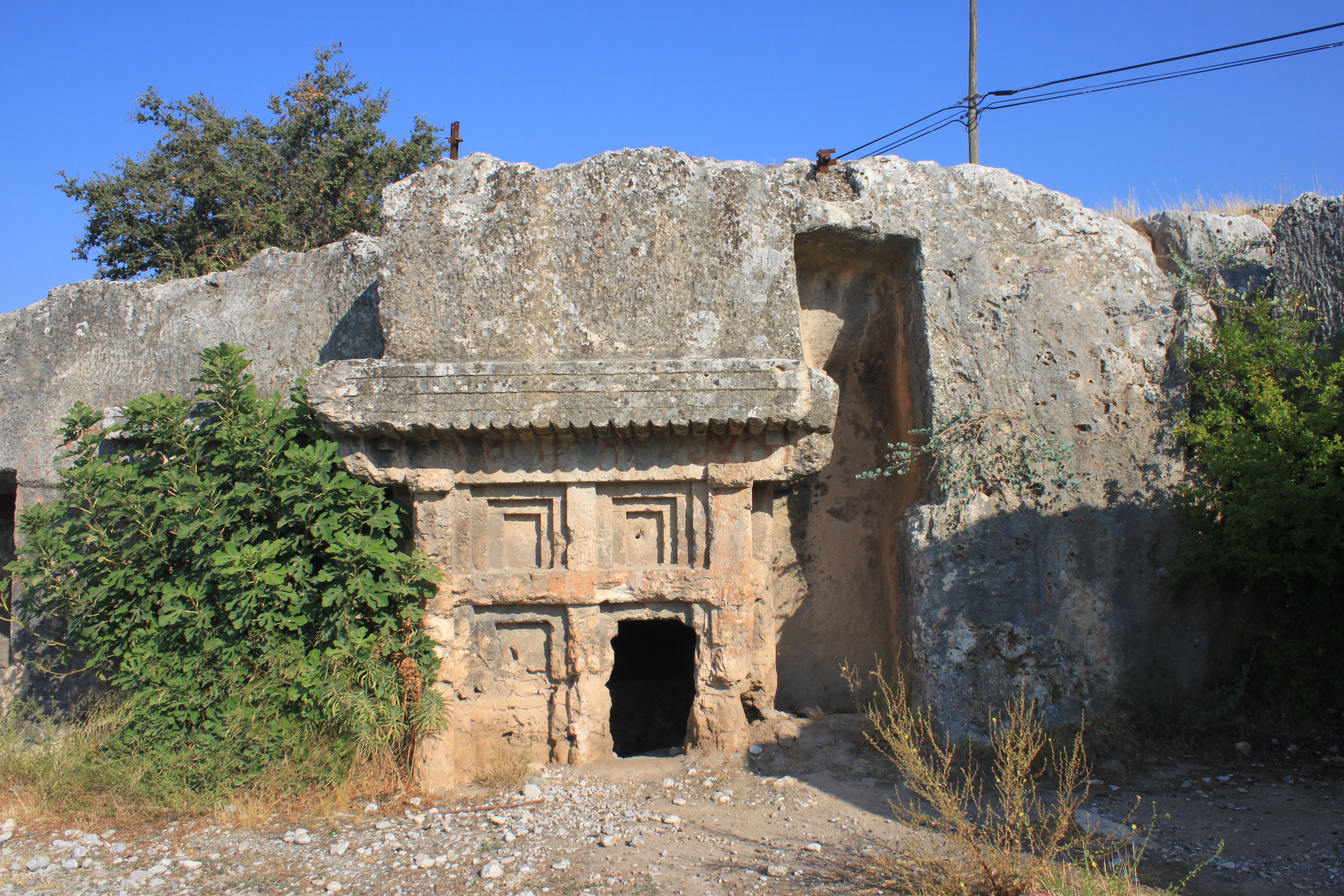
Lykisches Felsengrab, teilweise beschädigt.
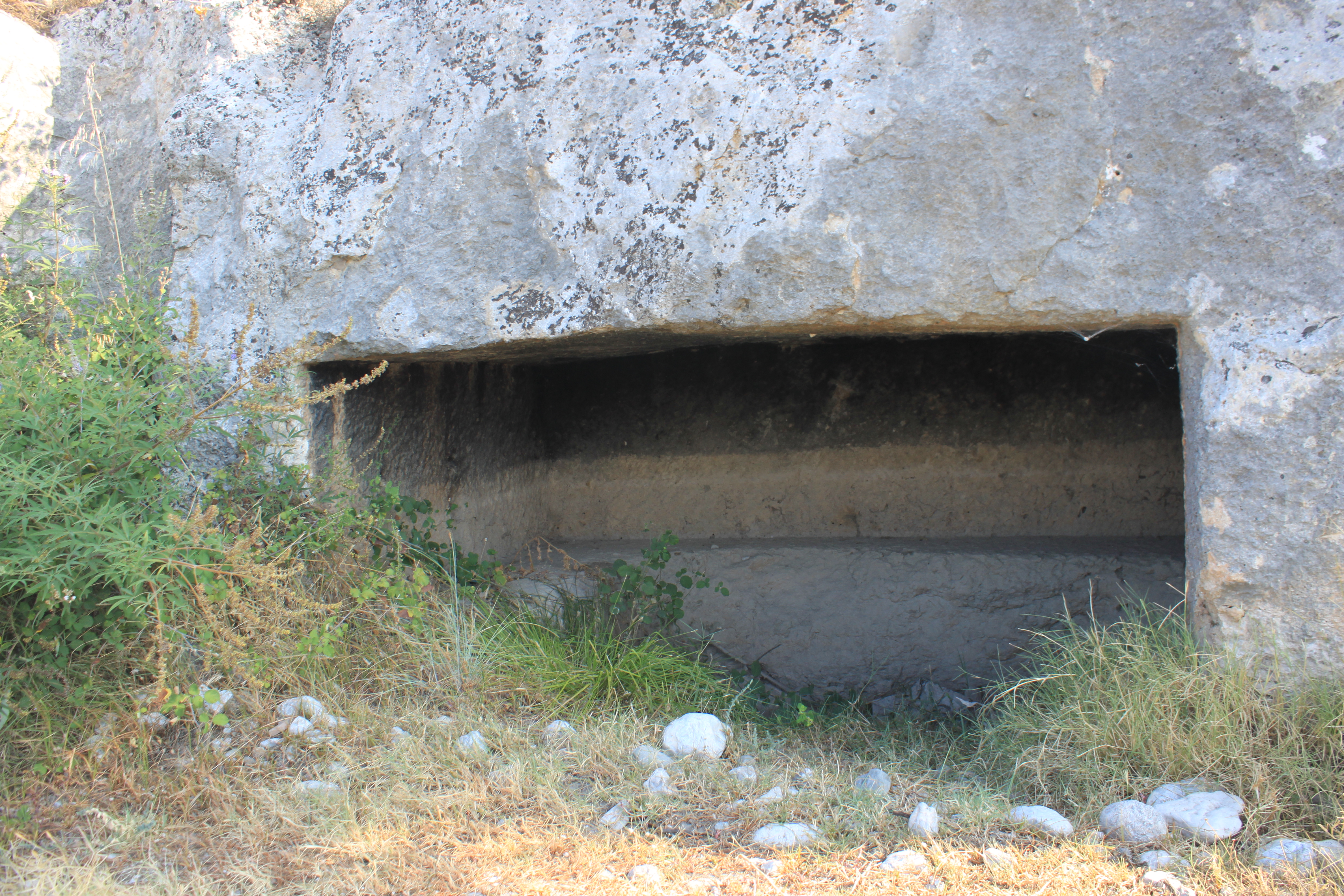
Nicht fertig gestelltes lykisches Felsengrab bei Araxa.
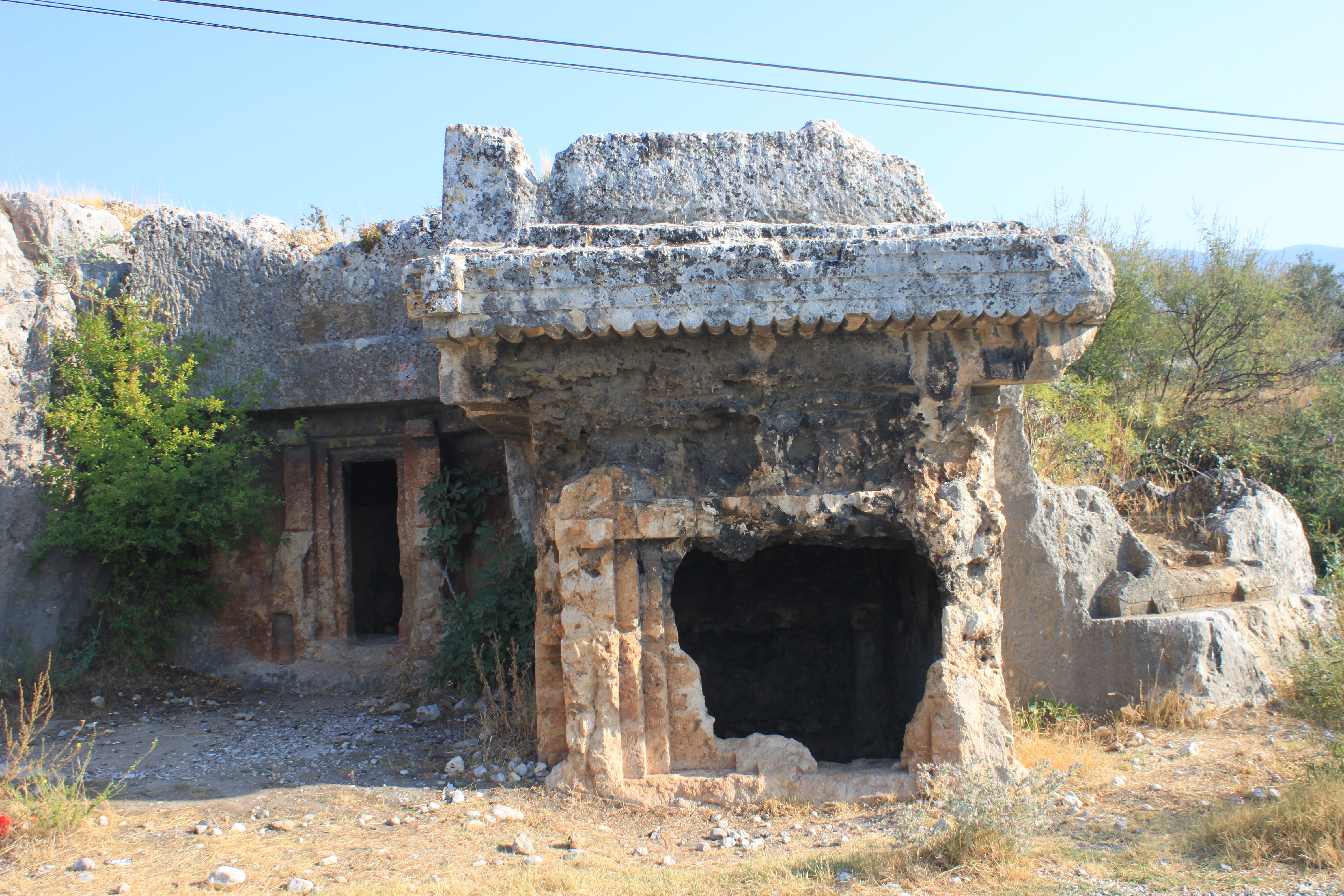
Zerstörte lykische Felsengräber bei Araxa.